# 食死蝠屬
食死蝠屬為已滅絕的蝙蝠，生存於始新世，牠們的化石出土於法國科爾西磷礦組及突尼西亞舍阿奈比山。食死蝠屬的共同特徵在於較大的體型，且多為肉食性的掠食者。

## 發現歷史
食死蝠屬的模式種N. adichaster最早由A. Weithofer於1887年基於科爾西磷礦組始新世地層所發現的下顎化石發表，但他並沒有將該樣本指定為模式標本。其學名「Necromantis」意思為「死亡吞噬者」，肇因於Weithofer認為這種蝙蝠是以腐肉維生，但也會狩獵其他小型脊椎動物，包括齧齒類以及其他蝙蝠。
1920年，皮埃爾·雷維利奧德針對該樣本進行了更詳細的描述，並將其指定為正模標本（標號QW627），他也另外描述了其他化石樣本，並分別分類成五個物種：N. adichaster、N. gerzei、N. marandati、N. planifrons與N. grandis。
2008年，E. Maitre又進一步針對這些化石樣本進行了描述，其中N. grandis與N. planifrons被認為無法與N. adichaster區分，但N. gerzei與N. marandati之間有足夠的差異可以將兩者視為是兩獨立物種。
有些未確認的蝙蝠化石被認為實際屬於食死蝠屬。目前已知的食死蝠化石包括顱骨、下顎、以及一根肱骨。
2016年，N. fragmentatum的數個牙齒化石發現於突尼西亞舍阿奈比山始新世晚期的地層中。

## 描述

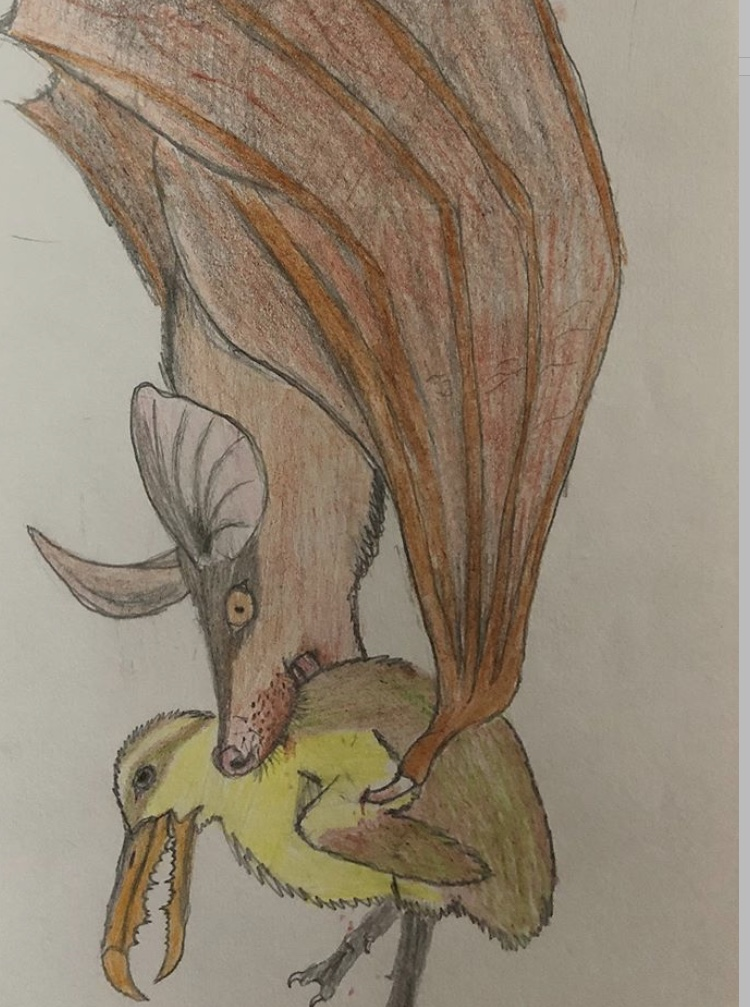
正在啃食Gigantornis幼雛的食死蝠復原圖

N. adichaster的顱骨長度可達32 mm（1.3英寸）且估計重量約有47 g（1.7 oz），為科爾西磷礦組中體型最大的蝙蝠之一，然而由於缺乏單一肱骨之外的其他顱後遺骸，目前並無法確認食死蝠的確切翼展。
食死蝠最大的特徵在於牠們粗壯的顱骨與顎部。其中顎部寬而厚，具有比例相對較大的牙齒。牠們下頜窩位於顱骨後方、具有較寬的顴骨、髁關節位於高處，這代表牠們具有大而發達的咀嚼肌。牙齒的外型與食肉目十分相似，其中上頜第一大臼齒（M1）與上頜第二大臼齒（M2）為裂肉齒。具有很高的矢狀嵴，但仍低於一些肉食性的蝙蝠如美洲假吸血蝠及澳洲假吸血蝠。

## 生態學
食死蝠具有前傾的顱骨，與假吸血蝠科與葉口蝠科顱骨形狀類似，這個形狀被認為與蝙蝠的回聲定位能力有關，但食死蝠是否具有葉鼻則仍未知。強壯的顎部加上特化的齒式顯示牠們為主要以其他脊椎動物為食的肉食性掠食者。此外食死蝠具有大眼睛與較寬的岩骨，這代表牠們的狩獵形式可能與假吸血蝠及葉口蝠類似，並不完全仰賴回聲定位定位獵物；而是透過視力與聽力來確認周遭獵物，如鳥類或小型哺乳動物，的位置並突擊牠們，透過攻擊獵物的頭部後方來殺死牠們。

## 分類學
目前，食死蝠屬被歸類為地位未定。Weithofer最早將其分類至假吸血蝠科，雷維利奧德則將其分類為葉口蝠科，不過與這兩個演化支的相似性在這之後被視為僅是趨同演化。2012年，科學家提出了食死蝠可能與鞘尾蝠科為近親的假說，可能為該演化支於始新世早期輻射演化時的基群物種，但目前仍未有定論。2016年，最新的研究將食死蝠屬分類至菊頭蝠超科下。

## 環境學
食死蝠發現於4,400-3,600萬年前始新世中期至晚期的科爾西磷礦組地層。當時該地氣候屬於熱帶，具有茂密的雨林，與現代赤道的熱帶雨林一樣，科爾西磷礦組具有十分多樣的蝙蝠物種，目前已知的物種包括現今仍存在的蝙蝠科、犬吻蝠科、蹄蝠科、鞘尾蝠科（現已不分布於歐洲），以及目前已滅絕的古翼手科與Mixopterygidae。